# پاتسبورو (تگزاس)
پاتسبورو، تگزاس(به انگلیسی: Pottsboro, Texas) شهری در ایالت تگزاس از ایالات جنوبی ایالات متحده آمریکا است. در سرشماری سال ۲۰۰۰، جمعیت این شهر ۱۵۷۹ نفر اعلام شد.